# 1. division 1959
La 1. Division 1959 è stata la 46ª edizione della massima serie del campionato danese di calcio conclusa con la vittoria del B 1909, al suo primo titolo.
Capocannoniere del torneo fu Per Jensen del KB con 20 reti.

## Classifica finale
|    | Classifica    | G  | V  | N | P  | GF | GS | DR  | Pti |
| -- | ------------- | -- | -- | - | -- | -- | -- | --- | --- |
| 1  | B 1909        | 22 | 14 | 5 | 3  | 47 | 28 | +19 | 33  |
| 2  | KB            | 22 | 15 | 1 | 6  | 48 | 27 | +21 | 31  |
| 3  | Vejle         | 22 | 14 | 1 | 7  | 47 | 37 | +10 | 29  |
| 4  | Odense        | 22 | 13 | 1 | 8  | 49 | 37 | +12 | 27  |
| 5  | AGF           | 22 | 10 | 2 | 10 | 39 | 39 | 0   | 22  |
| 6  | Esbjerg       | 22 | 8  | 5 | 9  | 36 | 32 | +4  | 21  |
| 7  | AB            | 22 | 9  | 3 | 10 | 51 | 53 | -2  | 21  |
| 8  | BK Frem       | 22 | 8  | 4 | 10 | 45 | 44 | +1  | 20  |
| 9  | Skovshoved IF | 22 | 8  | 4 | 10 | 32 | 50 | -18 | 20  |
| 10 | B 1903 (*)    | 22 | 7  | 4 | 11 | 35 | 38 | -3  | 18  |
| 11 | Køge BK       | 22 | 7  | 2 | 13 | 31 | 40 | -9  | 16  |
| 12 | B 93 (*)      | 22 | 2  | 2 | 18 | 27 | 62 | -35 | 6   |

(*) Squadre neopromosse

## Verdetti
- B 1909 Campione di Danimarca 1959.
- AGF ammesso alla Coppa dei Campioni 1960-1961.
- AB e BK Frem retrocesse.